# Grimonviller
Grimonviller je francouzská obec v departementu Meurthe-et-Moselle v regionu Grand Est. V roce 2013 zde žilo 109 obyvatel.

## Poloha
Sousední obce jsou: Aboncourt, Beuvezin, Courcelles, Fécocourt a Pulney.

## Vývoj počtu obyvatel
Počet obyvatel